# Stags de Chicago
Les Stags de Chicago (en anglais : Chicago Stags, « les cerfs de Chicago ») sont une ancienne équipe de basket-ball de la National Basketball Association (NBA) originaire de la ville de Chicago et disparue en 1950.

## Historique
De 1946 à 1949, l'équipe fait partie de la Basketball Association of America (BAA). Elle intègre le nouveau championnat NBA au début de la saison 1949-1950. 
Au cours de sa très courte existence, l'équipe va accéder à chaque fois aux playoffs. Les Stags réalisent leur meilleure saison en 1946-1947 avec un bilan de 39 victoires pour 22 défaites et atteignent les Finales de la BAA où ils perdent face aux Warriors de Philadelphie (4-1). 
La saison suivante est la plus mauvaise de la franchise avec 28 victoires pour 20 défaites. 
Lors de la draft 1950, les Stags ont acquis le jeune Bob Cousy lors d'un échange avec les Tri-Cities Blackhawks. Ce dernier n'a jamais joué pour la franchise et fut transféré aux Celtics de Boston à la suite de la faillite des Stags la même année. 
Le bilan total de la franchise est de 145 victoires pour 92 défaites soit un pourcentage de 61,2 % de victoires.
La NBA sera de retour à Chicago en 1961 avec les Packers puis en 1966 avec les Bulls. 
Les Stags ont joué dans la même salle que les Bulls : le Chicago Stadium.
Lors de la saison 2005-2006, les joueurs des Bulls ont porté, à l'occasion de quelques matchs, un maillot identique à celui que portaient les Stags en 1946. 

## Entraineurs successifs
L'équipe a eu deux entraîneurs :
- Harold Olsen (en) (1946-49)
- Philip Brownstein (en) (1949-50)